# دارين جوستين
دارين جوستين (بالإنجليزية: Darren Heath)‏ هو مصور ومهندس بريطاني، ولد في 1970.